# 2-а Моква
2-а Моква (рос. 2-я Моква) — присілок в Курському районі Курської області Російської Федерації.
Населення становить 310 осіб. Входить до складу муніципального утворення Моковська сільрада.

## Історія
Населений пункт розташований на території українського етнічного та культурного краю Східна Слобожанщина.
Від 2004 року входить до складу муніципального утворення Моковська сільрада.

## Населення
| 2002 | 2010 |
| ---- | ---- |
| 303  | ↗310 |